# Ochlerotatus kompi
Ochlerotatus kompi is een muggensoort uit de familie van de steekmuggen (Culicidae). De wetenschappelijke naam van de soort is voor het eerst geldig gepubliceerd in 1950 door Vargas & Downs.